# Тироаритеноидни мишић
Тироаритеноидни мишић (лат. musculus thyroarytenoideus) је парни мишић гркљана, који је локализован иза његових тироидних хрскавица. То је најдебљи и најшири члан гркљанске мускулатуре и код човека је веома сложен. С обзиром на структуру и распоред влакана, на њему се разликују два дела: спољашњи и унутрашњи. У састав спољашњег дела улазе и влакна тироепиглотичног мишића, док унутрашња влакна изграђују вокални мишић смештен у гласним жицама.
Тироаритеноидни мишић се припаја на углу тироидне хрскавице гркљана и одатле се простире уназад, упоље и навише до предње-спољашње стране аритеноидне и бочне ивице епиглотичне хрскавице (спољашња влакна) и до вокалног наставка аритеноидне хрскавице (унутрашња влакна).
Инервација се остварује преко моторних влакана вагусног живца, а основна улога мишића је ротација аритеноидне хрскавице и вокалних наставака што има за последицу примицање гласних жица.